# 江苏地理

江苏省在中华人民共和国的地理位置

省会南京市在江蘇省的地理位置

江苏省位于中国大陆东部，东南毗邻上海市，南面毗邻浙江省，西面毗邻安徽省，北面毗邻山东省，介于东经116°18′～121°57′，北纬30°45′～35°20′之间。全省面积10.26万平方公里，占全国总面积的1.1%；境内地势平坦，是中国地势最低的省，整体特征为南北高、中间低，自西向东倾斜。
江苏省东面毗邻黄海，海岸线长954千米；地跨长江、淮河南北，水系发达，水域面积占比居全国之首，有“水乡江苏”之称。由于地理上跨越中国南方和北方，江苏省的气候、植被同时具有中国南方和北方的特征。

## 地域
江苏省地处中国大陆东部沿海地区中部，长江、淮河下游，东濒黄海，北接山东，西连安徽，东南与上海、浙江接壤，是长江三角洲地区的重要组成部分。地跨北纬30°45′～35°08′，东经116°21′～121°56′，面积10.72万平方公里，占全国陆地面积的1.11%。全省可分为苏南、苏中、苏北三个地区。

### 苏南地区

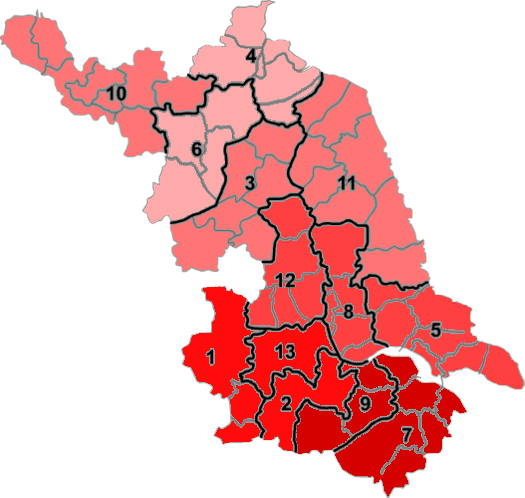
2015年，江苏各地级行政区人均国内生产总值分布图。可见江苏南部经济较发达，北部相对落后。

苏南是指江苏省南部的苏州、无锡、常州、镇江和南京五市。傳統蘇南地區是指江蘇省長江以南地區的南京到上海一線。国家发展和改革委员会于2013年4月25日公布的《苏南现代化建设示范区规划》是中国第一个以现代化建设为主题的区域规划。

### 苏中地区
苏中地区是指江苏省中部扬州、南通和泰州三市。广义的蘇中屬於蘇北的一部份，是指長江以北，淮河以南地區，今天的崇明、六合、江浦 、揚中都是曾經的蘇中地區。揚中市原属蘇北地區，被劃入鎮江后才歸入蘇南地区。崇明则在1958年底劃入上海。

### 苏北地区
苏北指长江以北的江苏省，与苏南相对。傳統意義上的蘇北指代江苏省操江淮官话的扬州、淮安、南通、盐城、泰州的淮河故道以南，长江以北的江淮之间地區，這些地方是傳統的“南方”地區，而非连云港、徐州、宿迁等操中原官话的“北方”地区；中国政府官方表述的苏北包括江苏省北部的徐州、连云港、宿迁、淮安、盐城5个省辖市。

## 地质

### 地质基础
江苏省的地质构造，一般认为以盱眙—响水深断裂带为界，划分为南、北二区。北区形成于太古代，构造比较稳定，是华北古陆的东南边缘部分，古生代和中生代的岩层则多缺失，说明成陆以来，以隆升为主；南区是扬子古陆的最东端，形成于上元古代，自震旦纪以来各地质时代的岩层发育完整，说明自上元古代成陆以来，以沉降为主。

### 地质灾害
江苏省地质灾害以滑坡、崩塌、地面塌陷等突发性地质灾害为主，极端气候、工程建设等人为活动引发的地质灾害为主要因素，发生时间主要集中在7月中下旬至8月上旬。2008年造成直接经济损失约432万元。此外，江苏地处华北、华南两大地震区的交接部位，分属郯城～营口强震带的南段，扬州～铜陵中强地震带和上海～上饶地震带的东北段，是一个中等强度地震活动区。据史料和近代地震仪器记录分析，江苏省全省（含部分黄海海域）自汉文帝元年（前179）至1987年共发生大于4.75级的地震56次，其中1949年至1987年共发生8次，最高震级为6.0级。清康熙七年（1668）7月25日，山东郯城发生8.5级地震，江苏全省均遭波及，其中苏北地区遭到严重破坏。赣榆县城崩，压死人无数；宿迁文庙、县城倒塌，震死五六百人。

## 地形

### 平原

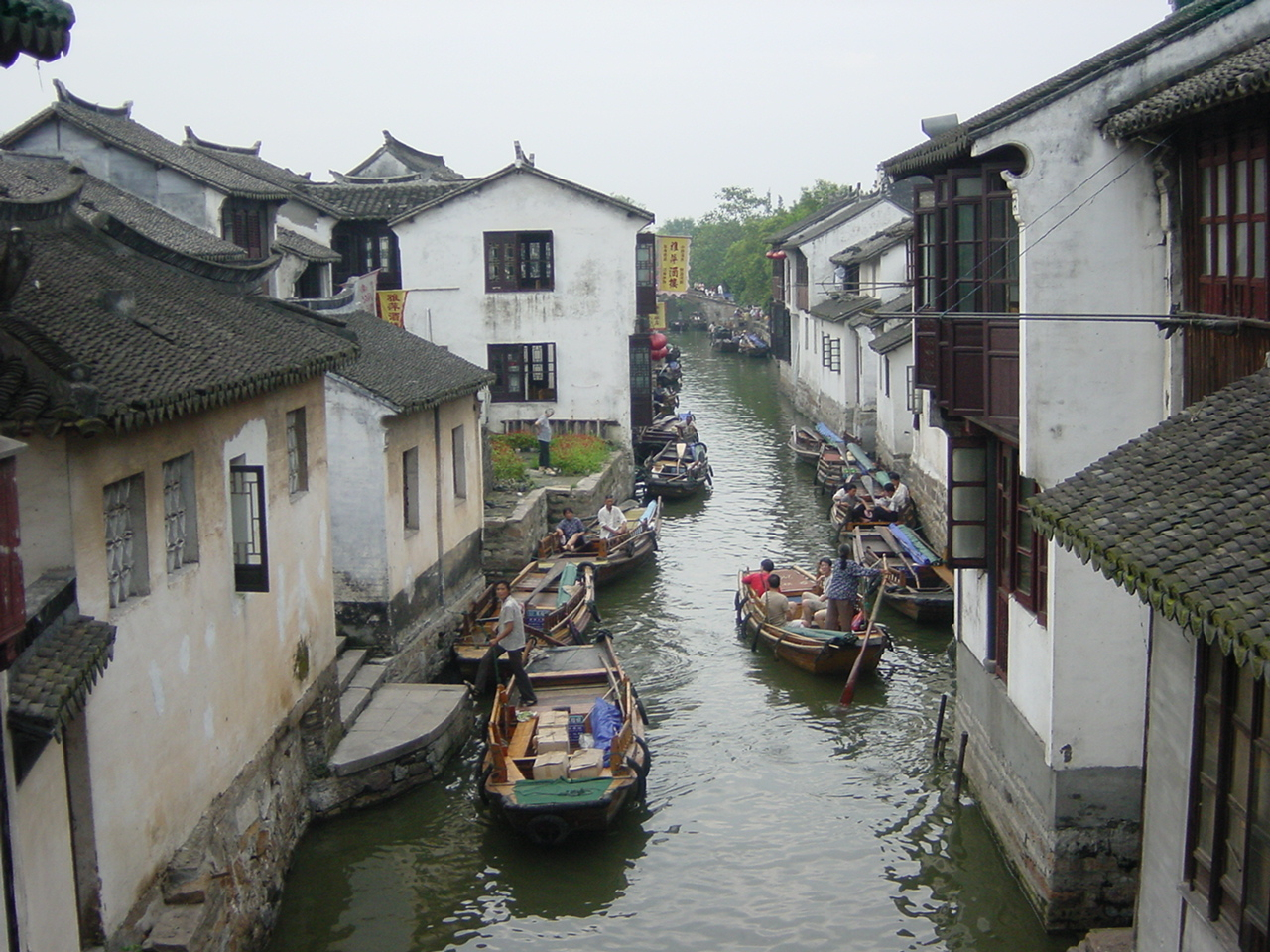
昆山周庄镇

江苏省地形以平原为主，属于长江和淮河的冲积平原，主要有长江下游两岸的苏南平原（包括太湖平原和高沙土平原，均属于长江三角洲）、江淮之间的江淮平原（里下河平原）、淮北地区的黄淮平原和东部滨海平原等，这些平原之间连为一片，面积约7.06万平方公里，占全省总面积的68.8%。全省的地势总体上相当低平，是中国地势最为低平的省区，绝大部分地区海拔不到50米。

### 山地
与大片辽阔的平原形成鲜明对照，丘陵和低山仅仅孤立地散落于江苏省的西南部的南京、镇江、盱眙、东北角的連雲港附近以及太湖附近，占全省面积的14.3%。省内主要山脉有老山山脉、宁镇山脉、茅山山脉等。连云港雲台山風景區境内的花果山（云台山）玉女峰为全省最高点，海拔624.4米。境内著名山峰还有紫金山、汤山、栖霞山、青龙山和茅山等。

### 海岛
江苏沿海共有大小海岛13个，地理位置最北的为平岛，最东的为平岛东礁（平岛与山东省争议），最西的为秦山岛，最南的为开山岛。东西连岛是江苏最大的基岩海岛，陆域总面积5.548平方公里。江苏长江口的永隆沙和兴隆沙为沙积海岛，是由江心暗沙淤涨而成。

## 水系

### 河流

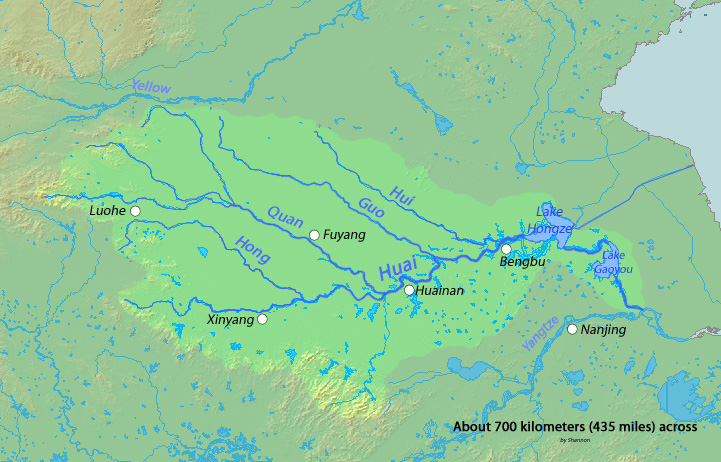
淮河水系

江苏省境内水系发达，有长江、淮河、沂沭河三大水系，水面面积达1.73万平方公里，水面所占比例居全国各省之首。其中尤其以长江以南的太湖平原和江淮之间的里下河平原最显著，大大小小的河流形成蛛网状，分布极为稠密，为大面积的水网密集地带。
长江是江苏省最大的河流，呈东西向横穿江苏省，省境内长度400多公里，将江苏省分割为南北两部分。在江苏省境内，长江的支流有江苏省西南部的秦淮河，在南京市汇入长江。淮河在历史上曾经流过江苏省中北部，注入黄海，不过，自1194年以后黄河夺取淮河河道入海，虽然黄河在1855年又再度向北注入渤海，但是淮河已经无法经由原道入海，而是主要由洪泽湖、高邮湖、京杭大运河注入长江。此外还有沂河、沭河、新沭河、秦淮河等。
除了天然河流以外，江苏省的人工河道也极为众多，包括中运河、里运河、大运河等。其中京杭大运河纵贯南北达690公里，江苏省有8座地级市均位于京杭大运河沿线，占全部地级市数量（13个）的60%以上，孕育了苏州、淮安、无锡、镇江、扬州、徐州六座中国历史文化名城。此外，江苏省著名的人工河道尚有苏北灌溉总渠、通扬运河等。

### 湖泊

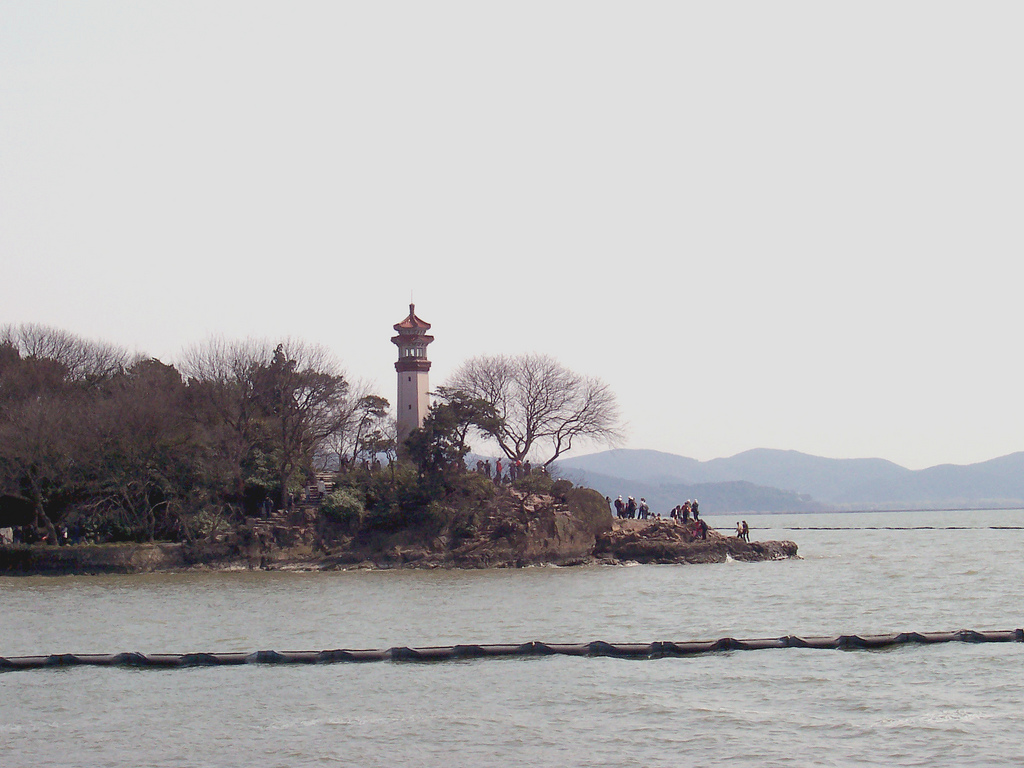
无锡太湖鼋头渚

江苏省也是中国淡水湖泊最为集中的省份之一，有大小湖泊290多个，全省湖泊总面积达到6853平方公里，湖泊率为6%，居全国之首。其中面积超过1000平方公里的湖泊有太湖和洪泽湖，分别名列中国五大淡水湖的第三和第四位；面积在100～1000平方公里的有高邮湖、骆马湖、石臼湖、滆湖、白马湖和阳澄湖；面积在50～100平方公里的有长荡湖、邵伯湖、淀山湖、固城湖。这些湖泊不仅是重要的水源地和各种水产品的产地，拥有重要的航运价值，对于地势低洼的江苏省，在调蓄洪水方面也起到重要的作用。
| 湖泊   | 面积 km² | 所在地                 | 入湖河流                                       | 说明         |
| ------ | -------- | ---------------------- | ---------------------------------------------- | ------------ |
| 太湖   | 2338     | 蘇州市、無錫市、常州市 | 荆溪、苕溪                                     | 江苏第一大湖 |
| 洪泽湖 | 1850     | 淮安市洪澤區           | 淮河、漴潼河、濉河、安河和维桥河               | 江苏第二大湖 |
| 高郵湖 | 650      | 揚州市高郵市           | 三河以及安徽省天长县的白塔河、铜龙河及新开河等 | 江苏第三大湖 |

## 气候
江苏省地处亚热带向暖温带过渡区，气候温和，雨量适中，四季气候分明。淮河、苏北灌溉总渠以北属于暖温带半湿润季风气候，中、南部属亚热带湿润季风气候。

### 气温
江苏全省年平均气温在13至16℃之间，1月为-2～4℃，7月26～30℃。2008年，全省年平均气温15.5℃，自北向南递增，其中淮河以北地区为13.2℃。由于淮河以南地区连续近一个月的历史罕见持续暴雪冰冻天气，全年气温为2000年来第二低值。其中春季、秋季气温偏高。年降水量时空分布不均，变化起伏大。

### 降水
江苏省年平均降水量为782～1150毫米，由东南向西北递减，南部多于北部，沿海多于内陆，淮北内陆地区的徐州和宿迁低于800毫米。各季节降水不均，夏季盛行东南季风，降水量占全年的40%～60%，冬季降水较少。淮河以南的10个城市每年初夏时节均有持续1个月左右的梅雨季，梅雨季节的降水量是淮河以南地区年降水量的一半以上。淮河以北地区则没有显著梅雨季。

### 灾害
江苏省主要灾害性天气有风灾、雷暴、雾霾、冰灾等
，除此之外，由于受气候异常因素影响，还会出现雪暴、寒潮、高温、冰雹、暴雨洪涝、干旱等灾害。据不完全统计，2008年全年因气象灾害死亡85人，农田损失面积1318831公顷，直接经济损失35.66亿元。“十五”期间，江苏省灾害造成的直接经济损失达497.5亿元，平均每年100亿元，损失占GDP的平均比例为0.55%。而至2009年，全省因灾损失占GDP的比例降低到0.16%。

## 资源

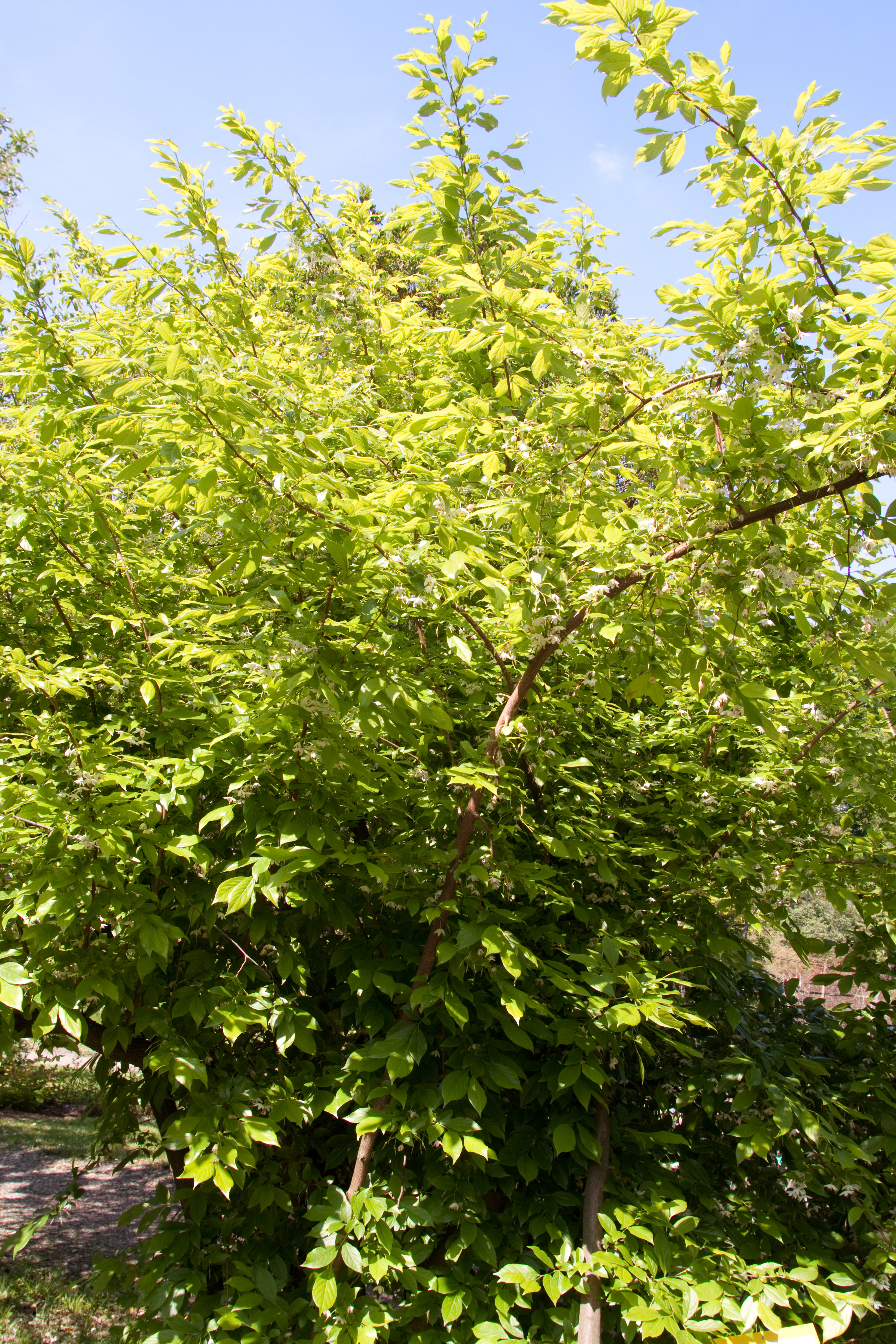
秤錘樹是江苏省特有树种。

### 自然资源
江苏省已发现矿产资源79种。其中能源矿产主要有煤炭、石油和天然气，非金属矿产有盐岩、硫、磷、水晶、蓝晶石、宝石、金刚石、石英矿、大理石、石膏等，金属矿产有铁、铜、铅、锌等。淮阴盐场是全国大型盐场之一，地质储量达4000亿吨。
江苏省水资源丰富，年地表径流量为249亿立方米、过境水量达10254亿立方米。海洋水产资源也十分丰富，海洋渔场15.4平方千米，有吕四、海州湾等大型渔场，经济鱼类近40种。

### 环境状况
2011年末全省设立自然保护区31个，其中国家级自然保护区3个，自然保护区面积56.5万公顷。森林覆盖率21.1%，国家生态市（县、区）达到17个。
江苏省境内的中国特有植物有秤锤树、大血藤、明党参、山拐枣、牛鼻栓、宝华玉兰等，其中秤锤树是江苏特有树种。江苏处地喜马拉雅-秦岭-伏牛山-淮河分界的东端，由于缺少天然屏障，省内东洋界和古北界的动物相互渗透，没有明显的分界。江苏动物资源有淡水鱼类约130种，海洋鱼类约140种，两栖类22种，爬行类56种，鸟类432种，兽类82种，软体动物约275种，还有甲壳类、昆虫等其他无脊椎动物。

## 书籍
- 赵媛, , 北京师范大学出版社, 2011-09-01  [2017-04-07], ISBN 9787303131686, （原始内容存档于2015-01-18）
- 单树模; 王庭槐, , 江苏教育出版社, 1986
- 南京大学地理系, , 江苏人民出版社, 1978
- 王越, , 北京新学堂网络科技有限公司, 2014  [2017-04-10], ISBN 7509410142, （原始内容存档于2017-04-10）
- 江苏省地方志编纂委员会, , 江苏古籍出版社, 1999  [2017-04-07], ISBN 7806432663, （原始内容存档于2015-08-10）
- 江苏省地方志编纂委员会, , 江苏古籍出版社, 2001  [2017-04-07], ISBN 7-80643-763-0, （原始内容存档于2015-08-10）
- 江苏省地方志编纂委员会, , 江苏古籍出版社, 1999  [2017-04-07], ISBN 7-5345-2974-3, （原始内容存档于2015-08-10）
- 江苏省地方志编纂委员会, , 江苏古籍出版社, 1996  [2017-04-07], ISBN 7-80519-550-1, （原始内容存档于2015-08-10）
- 江苏省地方志编纂委员会, , 江苏古籍出版社, 1996  [2017-04-07], ISBN 7-5345-2067-3, （原始内容存档于2015-08-10）
- 江苏省地方志编纂委员会, , 江苏古籍出版社, 2005  [2017-04-07], ISBN 7806432663, （原始内容存档于2017-10-10）
- 江苏省地方志编纂委员会, , 江苏古籍出版社, 2005  [2017-04-07], ISBN 7-80643-818-1, （原始内容存档于2017-10-10）